# Обикновен скорец
Обикновеният скорец  (Sturnus vulgaris) е пойна птица от семейство Скорецови, най-широко разпространеният представител на своето семейство. Среща се и в България.

## Физически характеристики
През пролетта и лятото оперението на мъжкия скорец е тъмно, почти черно, с метален блясък и малки бели капковидни петна по върховете на перата. Клюнът му е жълт. През есента и зимата загубва металния блясък, белите петна по гърдите стават по-големи, а клюнът – кафяв. Женската има по-слабо изразен метален блясък. Младите екземпляри са сивокафяви, понякога с бели петна по корема.
Мъжките са по-гласовити. Гласът му е мелодично цвърчене. Крилете са средно големи, силни и заострени. Лети с бързи и силни махове, полетът е праволинеен, но при нужда високо маневрен. Човката е сравнителни дълга и не много твърда, което му пречи да яде по-твърда храна.
- Дължина на тялото 21 см.
- Размах на крилете – 38 см.
- Тежи около 80 гр.

## Разпространение
Обикновеният скорец населява значителна част от Евразия и Северна Африка, аклиматизиран е и в Северна Америка, Австралия, Нова Зеландия и южна Африка. Широко разпространен в България вид, често нанася щети на селскостопанските култури, поради което в миналото е преследван като вредител. Обитава гористи местности, в близост до населени места. Не е рядкост да гнезди по покриви на къщи или дървета в българските села.

## Начин на живот и хранене
Обикновено можем да го видим на големи ята от стотици птици, като единствено по време на размножителния период се държи по двойки. С настъпване края на лятото ятата от скорци все повече се окрупняват, а когато времето захладнее отлитат на юг. Всеядна птица, предпочита по-мека храна. Прекарва времето си в търсене на храна, която се състои от дребни безгръбначни, насекоми, червеи и др. и по меки плодове, като грозде, череши, боровинки, малини, къпини и др. Есента се възползва от изобилието на плодове и това в съчетание с навика му да се държи на големи ята го превръща в крайно нежелан вид от занимаващите се със селско стопанство. Несъмнено обаче малко хора знаят, че всъщност ползата е много по-голяма заради унищожаваните от скорците огромни количества гъсеници и други вредители.

## Размножаване
Още със завръщането си напролет започва да търси и заема по най-бързия възможен начин всяко подходящо място за гнездене. Предпочита да гнезди в изоставени дупки на кълвачи, но при липса на такива се задоволява с всякакъв вид кухини, пукнатини и дупки, в дървета, скали и къщи. Моногамна птица. Яйцата са 4 – 6 на брой с размери 29x21 мм, белезникави на цвят, напръскани с тъмни петънца. Мътят и двамата родители в продължени на около 2 седмици. Малките се хранят много лакомо с всякакви безгръбначни, които родителите им носят. Това са най-често гъсеници, скакалци и червеи. След като излетят от гнездото малките още известно време са подхранвани от родителите си и се държат в малко семейно ято, което след известно време се присъединява към някое голямо ято от скорци.

## Стопанско значение
Въпреки че е считан за вредна птица от занимаващите се с лозарство и други подобни култури, скорецът носи много голяма полза, унищожавайки огромни количества от безгръбначни вредители, които са и основната му храна на територията на България. В годините, когато числеността му е намалявала се е наблюдавало драстично увеличаване на скакалците и гъсениците, които са нанасяли огромни щети на селското стопанство. Това говори за важната му роля в поддържането на екологичното равновесие в България.